# Lashana Lynch

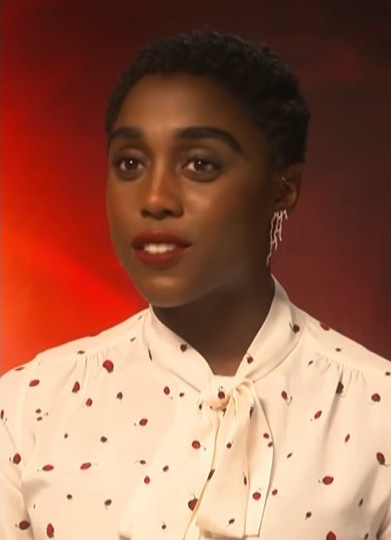
Lashana Lynch (2019)

Lashana Lynch (* 27. November 1987 in Shepherd’s Bush, London) ist eine britische Schauspielerin.

## Leben und Karriere
Lashana Lynch, die jamaikanische Wurzeln hat, stammt aus London und war bereits in ihrer Jugend dem Showgeschäft zugewandt. So nahm sie als Singer/Songwriterin an einigen britischen Gesangsshows teil, etwa bei Urban Voice, in der sie 2001 das Finale erreichte, und ein Jahr später bei UK Unsigned, welche sie gewann.
Später entschloss sie sich jedoch, eine Schauspielkarriere einzuschlagen und war 2007 erstmals in einer Gastrolle in der Serie The Bill zu sehen. Nach einigen Jahren übernahm sie 2011 die Rolle der Belle Newman im Film Fast Girls. Für die Rolle der Sportlerin trainierte sie in Vorbereitung auf das Projekt täglich bis zu vier Stunden. Weitere Filmrollen folgten in Powder Room und Brotherhood.
Gastrollen übernahm Lynch bislang in Serien wie Silent Witness, The 7.39, Atlantis, Death in Paradise und Doctors. 2015 war sie als Gemma wiederkehrend in der Comedyserie Crims zu sehen. 2017 folgte eine Hauptrolle als Rosaline Capulet in der kurzlebigen Serie Still Star-Crossed. 2019 übernahm sie die Rolle der Maria Rambeau, einer Air-Force-Pilotin, in der Verfilmung Captain Marvel, als Teil des Marvel Cinematic Universe. Die Figur sollte zunächst von ihrer Kollegin DeWanda Wise verkörpert werden, diese stand allerdings aufgrund von Terminschwierigkeiten nicht für das Projekt zur Verfügung.
2021 spielte Lynch an der Seite von Daniel Craig als pensioniertem 007-Agenten James Bond die neue 007-Agentin Nomi in dem James-Bond-Film Keine Zeit zu sterben. Sie ist somit der erste weibliche und der erste schwarze 007-Agent in der James-Bond-Reihe.
Ende Juni 2023 wurde Lynch Mitglied der Academy of Motion Picture Arts and Sciences.

## Filmografie (Auswahl)
- 2007: The Bill (Fernsehserie, Episode 23x50)
- 2012: Fast Girls
- 2013: Silent Witness (Fernsehserie, 2 Episoden)
- 2013: Powder Room
- 2014: The 7.39 (Fernsehserie, 2 Episoden)
- 2014: Atlantis (Fernsehserie, Episode 2x03)
- 2015: Death in Paradise (Fernsehserie, Episode 4x06)
- 2015: Crims (Fernsehserie, 5 Episoden)
- 2016: Doctors (Fernsehserie, 2 Episoden)
- 2016: Brotherhood
- 2017: Still Star-Crossed (Fernsehserie, 7 Episoden)
- 2018: Bulletproof (Fernsehserie, 6 Episoden)
- 2019: Captain Marvel
- 2020: The Intergalactic Adventures of Max Cloud (Max Cloud)
- 2021: James Bond 007: Keine Zeit zu sterben (No Time to Die)
- 2022: Doctor Strange in the Multiverse of Madness
- 2022: The Woman King
- 2022: Roald Dahls Matilda – Das Musical (Roald Dahl’s Matilda the Musical)
- 2023: The Marvels
- 2024: Bob Marley: One Love
- 2024: The Day of the Jackal (Fernsehserie, 10 Episoden)

## Auszeichnungen
British Academy Film Award
- 2022: Auszeichnung mit dem Rising Star Award